# Sebadelhe da Serra
Sebadelhe da Serra is een plaats (freguesia) in de Portugese gemeente Trancoso en telt 185 inwoners (2001).